# Louis Muskens
Louis Jacob Joseph Muskens (ur. 17 marca 1872 w Mook, zm. 11 czerwca 1937 w Amsterdamie) – holenderski lekarz neurolog, pionier epileptologii. Autor klasycznych monografii poświęconej padaczce i układowi przedsionkowemu, współzałożyciel Międzynarodowej Ligi Przeciwpadaczkowej.
Studiował medycynę na Uniwersytecie w Utrechcie. Dysertację doktorską sporządził w laboratorium Theodora Wilhelma Engelmanna. Pod wpływem Corneliusa Winklera zdecydował się zajmować badaniami układu nerwowego. Muskens kontynuował prace fizjologiczne w Harvard Medical School w Bostonie, potem odbył staż w New York Postgraduate Medical School u Josepha Collinsa. Przez pewien czas pracował także w Londynie, w National Hospital for Paralytics and Epileptics u Williama Gowersa i Victora Horsleya.
Wspominany był jako konfliktowy człowiek, oryginał, z wyglądu nieco zaniedbany. Personalne nieporozumienia doprowadziły do przerwania jego docentury w Amsterdamie. Już w 1906 roku był zwolennikiem traktowania psychiatrii i neurologii jako oddzielnych specjalności lekarskich (te dwie specjalizacje w Holandii rozdzielono dopiero w 1974 roku).
W 1911 roku ożenił się z Celine Povel. Mieli dwóch synów.
Wspomnienia pośmiertne napisał m.in. Ariëns Kappers.

## Wybrane prace
Monografie
- Epilepsie: Vergelijkende Pathogenese, Verschijnselen, Behandeling. Amsterdam: Van Rossen, 1924
- Epilepsie. Berlin: Julius Springer, 1926
- Epilepsy; comparative pathogenesis, symptoms, treatment. London: Baillière, Tindale & Cox, 1928
- L'Epilepsie. Pathogenie comparee, symptomatologie et traitement. Paris, 1928
- Das Supra-Vestibuläre System bei den Tieren und beim Menschen, mit besonderer Berücksichtigung der Klinik der Blicklähmungen der sogen. Stirnhirnataxie, der Zwangsstellungen und der Zwangsbewegungen. Amsterdam: N. V. Noord-Hollandsche, 1934

Artykuły
- Therapie in de psychiatrische kliniek. I. De behandeling der vallende ziekte. Ned. Tschr. Geneeskd. 44, ss. 411-427, 1900
- Geschiedenis van het experimenteel epilepsie-onderzoek. Psychiatr. Neurol. Bladen 27, ss. 204-222, 1923